# Shingsa Rinpoche
| Tibetische Bezeichnung                                                                 |
| -------------------------------------------------------------------------------------- |
| Tibetische Schrift: ཤིང་བཟའ་རིན་པོ་ཆེ                                                      |
| Wylie-Transliteration: shing bza' rin po che; shing bza' sprul sku; shing bza' pandita |
| Andere Schreibweisen: Shingsa Trülku                                                   |
| Chinesische Bezeichnung                                                                |
| Vereinfacht: 香萨仁波切; 香萨活佛; 香萨班智达                                          |

Shingsa Rinpoche (tib.  shing bza' ) ist der Titel der Vertreter einer Inkarnationsreihe aus dem tibetischen Ragya-Kloster in Amdo, ein im Jahr 1769 von Arig Geshe (a rig dge bshes) alias Gyeltshen Öser (rgyal mtshan 'od zer 1726–1803) gegründetes Gelugpa-Kloster.
Diese Trülku-Inkarnationsreihe geht auf eine Person namens Gomchenpa (tib. སྒོམ་ཆེན་པ; Wylie: sgom chen pa; gest. ca. 1758) zurück und zählt zur bedeutendsten in Qinghai. Sie stellt seit dem zweiten Vertreter der Reihe traditionell die Äbte des Ragya-Klosters. Ihre Vertreter gelten als Reinkarnation von Tsongkhapas Mutter Shingsa Achö (shing bza' a chos), der jetzige Vertreter als die 11. Reinkarnation.
Der 2. Shingsa Rinpoche ist meist unter dem Namen Shingsa Pandita Lobsang Dargye Gyatsho (shing bza' pandi ta blo bzang dar rgyas rgya mtsho; 1759–1824) bekannt, unter ihm wurde in diesem Kloster eine Ausgabe des Kanjur, die sogenannte Ragya-Edition, gedruckt.
Der dritte in der Reihe war Lobsang Tenpe Wangchug (blo bzang bstan pa'i dbang phyug) (1825–1896 oder 1897).
Der fünfte war Kelsang Chökyi Gyeltshen (skal bzang chos kyi rgyal mtshan; 1925–1998), ein namhafter Experte auf dem Gebiet der tibetischen Medizin und Verfasser einer Geschichte des Buddhismus in Tibet und der Mongolei (bod sog chos 'byung).
Der derzeitige Shingsa Rinpoche, Chökyi Gyeltshen, lebt heute im Exil im Sera-Kloster in Bylakuppe in Südindien.